# سوروایوین
سوروایوین (انگلیسی: Survivin) با نامِ کامل «پروتئین شمارهٔ ۵ باکولوویرال حاوی توالی IAP» که به اختصار «BIRC5» هم نامیده می‌شود، پروتئینی است که در انسان توسط ژن «BIRC5» کُد می‌شود.
این پروتئین یکی از بازدارنده‌های آپوپتوز است که کارشان، جلوگیری از آپوپتوز است و کارش را از طریقِ تداخل در عملکردِ کاسپازها انجام می‌دهند.
تولید و بیانِ ژنی این پروتئین در بسیاری از تومورهای انسانی و همچنین بافت‌های جنینی افزایش دارد و بالعکس، در سلول‌های کاملاً تمایزیافته و بالغ اصلاً دیده نمی‌شود. این موضوع سبب شده‌است تا برخی دانشمندان بر روی این مولکول جهت درمان سرطان تمرکز کنند.
تولید سوروایوین بشدت در جریان چرخه یاخته‌ای کنترل می‌شود و بیان ژنی‌اش تنها در گام دوم رشد و در «G2-M» رخ می‌دهد. امروزه مشخص شده‌است که این پروتئین از طریق فعل‌وانفعال با توبولین، بر روی دوک تقسیم قرار می‌گیرد و احتمالاً تأثیر مهمی در میتوز دارد.
با آنکه نحوهٔ کنترل این پروتئینِ مهم هنوز به‌خوبی مشخص نشده‌است، اما احتمال دارد از طریق پی۵۳ انجام شود.
این پروتئین، هدفی اولیهٔ «مسیر سیگنال‌دهی Wnt» است و توسط بتا-کاتنین تشدید می‌شود.